# Токепала (культура)
Культура Токепала (ісп. Cultura Toquepala) — археологічна культура, перш за все відома за залишками, знайденими в печері Токепала в адійському хребті Кордильєра-Оксиденталь, за 154 км від міста Такна, Перу. Ці знахідки є зображеннями сцен полювання, що мають вік близько 11530 років тому і вважаються найстарішими слідами перебування людини в Перу.